# Hugo Guillamón
Hugo Guillamón Sanmartín (San Sebastián, Guipúzcoa, 31 de enero de 2000) es un futbolista español que juega como defensa o centrocampista en el Valencia C. F. de la Primera División de España.

## Trayectoria
Hugo nació en San Sebastián porque su madre estuvo un tiempo trabajando en la capital guipuzcoana, pero su familia regresó a su localidad valenciana de La Eliana cuando Hugo tenía dos años de edad.

### Valencia Mestalla
Ingresó en 2006 en la cantera del Valencia Club de Fútbol y años después debutó con el Valencia Mestalla el 16 de diciembre de 2017 jugando en el partido de Segunda División B contra el C. F. Badalona en el Antonio Puchades a las órdenes de Miguel Grau. Participó siempre como central en 11 encuentros.
Se convirtió en un fijo en el once titular la temporada 2018-19, también con Miguel Grau y siempre como central, participando también y siendo capitán en el equipo juvenil de Mista en la Liga Juvenil de la UEFA. Fue convocado también para un partido de la primera ronda de Copa por el primer equipo de Marcelino García Toral, pero sin llegar a debutar. En total disputó 29 partidos con el Valencia Mestalla y 7 encuentros con el equipo juvenil, además de marcar su primer gol frente al C. D. Alcoyano el 28 de octubre de 2018.
La temporada 2019-20 siguió participando en el Valencia Mestalla de Chema Sanz siendo titular en casi todos los 18 encuentros que disputó, marcando un gol ante el F. C. Andorra en la 17.ª jornada. También fue titular y capitán en el juvenil de Miguel Ángel Angulo en la Liga Juvenil de la UEFA durante tres encuentros.  

### Valencia C. F.
El 22 de febrero de 2020 el técnico del primer equipo, Albert Celades, le convocó y le hizo debutar con el dorsal 33 en La Liga sustituyendo al lesionado Mangala en el Reale Arena frente a la Real Sociedad. La lesión de larga duración de Garay y las de otros centrales propició que fuese titular y jugase los 90' en otros 5 partidos de aquella temporada, frente a Levante U. D., Real Madrid, C. A. Osasuna, Villarreal C. F. y R. C. D. Espanyol. 
En julio de 2020 renovó su contrato hasta junio de 2023 con una cláusula de rescisión de 80 millones de euros, y pasó a formar parte oficialmente de la primera plantilla valencianista con el dorsal 15, siendo así uno de los defensas centrales que el técnico Javi Gracia utilizó hasta en 27 ocasiones entre Liga y Copa, logrando marcar su primer gol como profesional el 22 de noviembre de 2020 en Mendizorroza anotando el gol del definitivo empate 2-2 frente al Deportivo Alavés cabeceando el centro de un saque de falta de Carlos Soler.
En la temporada 2021-22, ante la falta de efectivos de garantías en el centro del campo, el técnico José Bordalás decidió adelantar su posición y hacerle jugar de pivote defensivo, cambiando además su dorsal al 6. Casi todos los encuentros los disputó en esa posición, sumando un total de 37 encuentros entre Liga y Copa y marcando un gol en cada competición: en Liga el 30 de octubre de 2021 en Mestalla ante el Villarreal C. F., y, en Copa, el 16 de diciembre de 2021 en la segunda ronda para eliminar en la prórroga al C. D. Arenteiro con un gol de tacón. Fue titular además en la final de Copa, frente al Real Betis, que el equipo no pudo ganar en la tanda de penaltis.
En la campaña 2022-23 fue una pieza importante en el esquema de Gennaro Gattuso como pivote defensivo, siendo titular en 11 de las primeras 14 jornadas. Además, en octubre renovó su contrato hasta junio de 2026. Sin embargo, ya con Rubén Baraja como técnico, pasó a ser suplente a partir de abril.

## Selección nacional

### Categorías inferiores
Fue internacional con la selección sub-17 de España, con la que ganó el Campeonato Europeo Sub-17 de la UEFA 2017 y disputó 21 encuentros.
También fue internacional con la selección sub-19 de España de la mano de Santi Denia, debutando el 10 de octubre de 2018 frente a Andorra sub-19 en la clasificación para el Campeonato Europeo Sub-19 de la UEFA 2019, torneo que acabó conquistando la selección española junto a jugadores como Ferran Torres, Eric García, Bryan Gil, Juan Miranda o Abel Ruiz.

### Sub-21
El 3 de septiembre de 2020 el seleccionador Luis de la Fuente hizo debutar al defensa central con la selección sub-21 frente a la selección sub-21 de Macedonia del Norte, y en su tercer partido logró marcar un gol frente a la selección sub-21 de Kazajistán en el Estadio Santo Domingo de Alcorcón (Madrid). Portó incluso el brazalete de capitán el 8 de octubre de 2021 frente a la selección sub-21 de Eslovaquia, contra la que además también anotó un gol, así como contra la selección sub-21 de Malta.

### Selección absoluta
El 8 de junio de 2021 debutó con la selección absoluta, anotando el primer gol del partido amistoso en el triunfo por 4-0 ante Lituania. Aquel encuentro lo disputaron los jugadores de la selección sub-21 por un caso positivo de COVID de Sergio Busquets en la selección absoluta, así que por precaución convocaron a los sub-21 para este encuentro amistoso, que supuso el debut con la absoluta de los futbolistas participantes y de Luis de la Fuente como seleccionador.
Meses después, en marzo de 2022, fue convocado por el seleccionador absoluto Luis Enrique para los encuentros amistosos frente a Albania e Islandia por una lesión del defensa Diego Llorente, participando como titular frente a Islandia el día 29 en el estadio de Riazor, partido que terminó con victoria por 5-0.
En septiembre volvió a ser convocado por Luis Enrique para participar en los últimos dos encuentros de la fase de grupos de la Liga de Naciones de la UEFA, convocatoria previa a la disputa del Mundial 2022. El 27 de septiembre fue titular frente a Portugal (1-2), siendo sustituido al descanso por Busquets.
El 11 de noviembre fue incluido en la lista de convocados para disputar el Mundial de Catar junto a su compañero José Gayà, que finalmente tuvo que volver a casa por una lesión, lo que dejó a Hugo como único representante valencianista en la selección, pese a no disputar ningún minuto.

#### Participaciones en Copas del Mundo
| Copa         | Sede  | Resultado        | Partidos | Goles | Amarillas | No convocado |
| ------------ | ----- | ---------------- | -------- | ----- | --------- | ------------ |
| Mundial 2022 | Catar | Octavos de final | 0        | 0     | 3         | 4            |

#### Goles internacionales
| N.º | Fecha              | Estadio                                        | Rival    | Gol | Resultado | Competición |
| --- | ------------------ | ---------------------------------------------- | -------- | --- | --------- | ----------- |
| 1   | 8 de junio de 2021 | Estadio Municipal de Butarque, Leganés, España | Lituania | 1-0 | 4-1       | Amistoso    |

## Estadísticas

### Clubes
Actualizado al último partido disputado el 24 de diciembre de 2024.
| Club                             | Div.          | Temporada     | Liga  | Liga  | Copas nacionales | Copas nacionales | Copas internacionales | Copas internacionales | Total | Total |
| Club                             | Div.          | Temporada     | Part. | Goles | Part.            | Goles            | Part.                 | Goles                 | Part. | Goles |
| -------------------------------- | ------------- | ------------- | ----- | ----- | ---------------- | ---------------- | --------------------- | --------------------- | ----- | ----- |
| Valencia C. F. Mestalla · España | 2.ª B         | 2017-18       | 11    | 0     | ―                | ―                | ―                     | ―                     | 11    | 0     |
| Valencia C. F. Mestalla · España | 2.ª B         | 2018-19       | 29    | 1     | ―                | ―                | ―                     | ―                     | 29    | 1     |
| Valencia C. F. Mestalla · España | 2.ª B         | 2019-20       | 17    | 1     | ―                | ―                | ―                     | ―                     | 17    | 1     |
| Valencia C. F. Mestalla · España | Total club    | Total club    | 57    | 2     | 0                | 0                | 0                     | 0                     | 57    | 2     |
| Valencia C. F. · España          | 1.ª           | 2019-20       | 6     | 0     | 0                | 0                | 0                     | 0                     | 6     | 0     |
| Valencia C. F. · España          | 1.ª           | 2020-21       | 25    | 1     | 2                | 0                | ―                     | ―                     | 27    | 1     |
| Valencia C. F. · España          | 1.ª           | 2021-22       | 31    | 1     | 6                | 1                | ―                     | ―                     | 37    | 2     |
| Valencia C. F. · España          | 1.ª           | 2022-23       | 25    | 1     | 4                | 0                | ―                     | ―                     | 29    | 1     |
| Valencia C. F. · España          | 1.ª           | 2023-24       | 26    | 1     | 4                | 0                | ―                     | ―                     | 30    | 1     |
| Valencia C. F. · España          | 1.ª           | 2024-25       | 12    | 0     | 5                | 0                | ―                     | ―                     | 17    | 0     |
| Valencia C. F. · España          | Total club    | Total club    | 125   | 4     | 21               | 1                | 0                     | 0                     | 146   | 5     |
| Total carrera                    | Total carrera | Total carrera | 182   | 6     | 21               | 1                | 0                     | 0                     | 203   | 7     |

## Palmarés

### Títulos internacionales
| Título         | Club (*)                   | Sede    | Año  |
| -------------- | -------------------------- | ------- | ---- |
| Europeo sub-17 | Selección sub-17 de España | Croacia | 2017 |
| Europeo sub-19 | Selección sub-19 de España | Armenia | 2019 |

(*) Incluyendo la selección.

### Distinciones individuales
| Distinción                                         | Año  |
| -------------------------------------------------- | ---- |
| Seleccionado en el Once de Plata del Fútbol Draft. | 2018 |
| Seleccionado en el Once de Oro del Fútbol Draft.   | 2019 |
| Seleccionado en el Once de Oro del Fútbol Draft.   | 2020 |